# Hoot Gibson
Hoot Gibson właśc. Edmund Richard Gibson (ur. 6 sierpnia 1892, zm. 23 sierpnia 1962) – amerykański aktor, producent filmowy i reżyser.

## Filmografia
producent
- 1923: The Thrill Chaser
- 1929: Courtin' Wildcats
- 1930: The Mounted Stranger
- 1930: Roaring Ranch

reżyser
- 1920: The Champion Liar
- 1920: The Smilin' Kid
- 1921: The Cactus Kid
- 1926: The Shoot 'Em Up Kid

aktor
- 1910: Pride of the Range
- 1914: The Man from the East jako Butler
- 1917: Cheyenne's Pal jako kowboj
- 1923: The Ramblin’ Kid jako Ramblin’ Kid
- 1936: Frontier Justice jako Brent Halston
- 1944: The Utah Kid jako szeryf Hoot Higgins
- 1960: Ocean’s Eleven jako agent w blokadzie

## Wyróżnienia
Posiada swoją gwiazdę na Hollywoodzkiej Alei Gwiazd.